# Vojska Tennesseeja (CSA)
Vojska Tennesseeja (eng. Army of Tennessee) je bila glavna vojska Konfederacije Američkih Država koja je djelovala na prostoru između gorja Apalači i rijeke Mississippi tijekom Američkog građanskog rata. Oformljena je krajem 1862. te je sudjelovala u većini značajnijih bitaka na zapadnom bojištu sve do završetka rata 1865. godine. Ne bi ju se trebalo miješati s unionističkom Vojskom Tennesseeja, koja je također djelovala na zapadnom bojištu.